# 玉響 -たまゆら-
『玉響 -たまゆら-』は、Palmiers（パルミエ）製作のボーイズラブゲーム（18禁）。2006年11月24日発売。2009年9月25日にWindows Vista対応版が、2014年12月12日にWindows 8.1対応版が発売された。原画・キャラクターデザインは穂波ゆきね。

## ストーリー
民俗学を志す大学生・穂積透夜は、大学教授であり自身の後見人でもある相庭教授に「とある秘祭」の取材に行かないか、と誘われる。なんでも秘祭を取り仕切る宮司と透夜の亡父が友人だったらしく、「本来なら取材許可を出さないが、亡き友人の息子である透夜を同伴するならば特別に取材をしても良い」という話が教授のもとに来たのだという。父のような立派な民俗学者になりたいと思っていた透夜はその話を受けるのだが、出発直前になって相庭教授が体調を崩して取材に行けなくなってしまう。取材には人手が必要だと考えた透夜は急遽友人の俊一を伴って、秘祭が行われる御坂集落へと向かう。

## 登場人物

### メインキャラクター
穂積 透夜（ほづみ とうや）
声 - 沖野靖夫
主人公。民俗学専攻志望の大学二年生。親しい友人である俊一に対しては辛辣な物言いをすることもあるが、基本的には物静かで優等生的な青年。一年前に両親が交通事故で他界して以降、とある夢を頻繁に見るようになる。どことなく母の暁に似た容姿である。何故か幼い頃の記憶があまりない。秘祭の取材に訪れた御坂集落で、自身も知らなかった過去について知ることになる。
羽鳥 夕貴（はとり ゆうき）
声 - 宮田幸季
手栗御坂神社で御覡（みかんなぎ）を務める少年。御坂集落で行われる秘祭の中心的役割を担っている。夕貴自身は羽鳥家の養子で直接的な血縁はないが、代々御覡を務めていた羽鳥家の人間が夕貴以外不在であるため、現在はその役目を夕貴が代わりに果たしている。余所者に対して排他的な態度を取る集落住人が大半の中、集落外から来た透夜達に親しげに接してくれる数少ない人物だが……
古川 俊一（ふるかわ しゅんいち）
声 - 羽多野渉
中学時代からの透夜の友人であり、同じ学部生でもある青年。明るく気さくな性格だが、親友である透夜を冷遇する人物にははっきりと嫌悪感を示すこともある。女性関係にルーズな側面があり、一人の女性と長く付き合うことが出来ない。付き合いの長い透夜も俊一のそういった側面については理解に苦しんでいる。余所者であるが故に、御坂集落の人々から疎まれる存在となってしまう。
久瀬 明仁（くぜ あきひと）
声 - 成田剣
神代家と羽鳥家の顧問弁護士だが、宮司のいない所では何故か透夜に即刻帰るよう促してくる。
普段は東京の事務所に勤めており、御坂集落とは極力関わらないようにしている。独身主義者で料理を得意としている。
神代 遼（かみしろ りょう）
声 - 平井達矢
宮司・正嘉の息子で禰宜を務める青年。御坂集落を訪れて間もない透夜に辛辣な態度を取る。幼馴染である夕貴を何かと気にかけているが、夕貴が真に求めているのは自分ではないと薄々勘付いている。禰宜という立場であり、かつ宮司の息子でもあるが、前回の秘祭の際はまだ子供であったため、祭の詳細は未だに知らされていない。

### サブキャラクター
神代 正嘉（かみしろ まさよし）
声 - ジョージ若鳥
手栗御坂神社の宮司であり、遼の父。御坂集落における事実上の長。友人の息子という体で招いた透夜に対して何故か冷たく当たる。誰に対しても厳しい態度で接する人物で、それは息子の遼に対しても例外ではない。
加藤 左千代（かとう さちよ）
声 - 夏乃はちみつ
神代家の家政婦。余所者の透夜達に優しく接してくれる人物の一人。
遼や夕貴に対しても親切だが、夕貴に対してはある種の畏怖を抱いている。
相庭 佳苗（あいば かなえ）
声 - 秋元美夕
民俗学教授であり、透夜の父・一成の友人。一成・暁の亡き後は透夜の後見人を務める。さばさばとした性格で快活な人物。
本来ならば彼女と透夜が二人で祭の取材に行く予定であった。集落外からも電話で透夜達にアドバイスを行う。
穂積 暁（ほづみ あき）
透夜の母。交通事故により一年前に死去。美人で明るい性格の女性で、透夜にとっては良い母だった。しかし料理は苦手で頻繁に外食をしていた結果、透夜の好む味は「お子様」なものになってしまった。第六感的な直感に優れた人物であり、透夜や俊一が紛失したものについて暁に尋ね、暁に言われた場所を探せば見つかるという事が度々あった。
穂積 一成（ほづみ かずなり）
透夜の義父であり、民俗学者。交通事故により一年前暁と共に死去。透夜曰く「人当たりが良く穏やか」で「物静かな人」。明るい暁とは対照的な人物だが、それ故よいバランスが取れていた夫婦だった。透夜との血縁は無かったものの、自身の死後までそれを透夜に気取らせないほどに透夜を可愛がっていた。

## スタッフ
- 原画・キャラクターデザイン - 穂波ゆきね
- シナリオ - 下条恵子、清水なを、日野光里、花田アキヒコ 、青木花菜子
- 企画素案・キャラクター原画監修：トライフル
- 音楽 – おとのかぜ